# تحوتموس سوم
تحوتموس سوم یا توتموس سوم (معنای نام:تحوت زاده می‌شود) (پادشاهی ۱۴۷۹–۱۴۲۵ پیش از میلاد) ششمین فرعون از دودمان هجدهم مصر باستان بود.
او زمانی به سلطنت رسید که فقط ۲ سال بیشتر نداشت و نامادری/عمه‌اش حتشپسوت که در زمان تحوتموس دوم همه زمام امور را در دست داشت، در زمان وی به عنوان شریک وی عمل می‌کرد و بیست و دو سال آغاز فرمانروایی‌اش هم‌زمان در کنار و همراه با نامادری‌اش حتشپسوت پادشاهی می‌کرد که در این ۲۲ سال حکومت مشترک، مادرش حتشپسوت ۷ سال این سلطنت را با مقام نایب‌السلطنه فرعونی کرد و ۱۵ سال دیگرش را حتشپسوت به تنهایی با مقام رسمی و قانونی تنها فرعون مصر حکومت کرد. پس از مرگ حتشپسوت، او به قدرت راستین دست یافت و آنچنان امپراتوری‌ای پدیدآورد که تا آن زمان در مصر دیده نشده بود. او هفده بار لشکرکشی کرد و از شمال سوریه کنونی تا جنوب و چهارمین آبشار بزرگ نیل در نوبه را به زیر پرچم خود درآورد.
او را سازنده پنجاه پرستشگاه در مصر می‌دانند. در دوره پادشاهی او معماری به بالاترین ورزیدگی و هنر خود رسید و چه پیش و پس از پادشاهی او هرگز همانندی نیافت، هر چند که این اصلاحات نیز به دلیل رقابت با نامادری پرقدرتش حتشپسوت بود و تحوتموس می‌خواست اقتداری بیشتر از حتشپسوت داشت باشد و مانند وی فرعونی قدرتمند شود.
پس از مرگ، او را در دره پادشاهان که آرامگاه شاهان در دوره او بود به خاک سپردند. پس از او پسرش آمنهوتپ دوم به پادشاهی رسید.

## تاریخ و طول سلطنت
تحوتموس سوم طبق گاهشماری مصری مصر باستان از ۱۴۷۹ تا ۱۴۲۵ پیش از میلاد سلطنت کرد. این از دهه ۱۹۶۰ به بعد گاهشماری مرسوم مصری در محافل دانشگاهی بوده‌است، اگرچه در برخی محافل تاریخ قدیمی‌تر ۱۵۰۴ تا ۱۴۵۰ پیش از میلاد از گاهشماری عالی مصر ترجیح داده می‌شود. این تاریخ‌ها، درست مثل همه تاریخ‌های دودمان هجدهم مصر، به دلیل عدم اطمینان در مورد شرایط مربوط به ضبط ظهور هلیکال از سوتیس در دوره آمنهوتپ یکم قابل بحث و گفتگو هستند. یک پاپیروس از سلطنت آمنهوتپ یکم این مشاهدات نجومی را ثبت می‌کند که از لحاظ نظری می‌تواند برای همبستگی کامل تقویم مصری با تقویم مدرن استفاده شود. با این حال، برای انجام این کار عرض جغرافیایی جایی که مشاهده انجام شده‌است نیز باید شناخته شود. این سند هیچ یادداشتی از محل مشاهده ندارد، اما با خیال راحت می‌توان فرض کرد که آن را در یکی از شهرهای دلتا، مانند ممفیس یا هلیوپولیس یا در تبس گرفته‌اند. این دو عرض جغرافیایی به ترتیب ۲۰ سال از هم فاصله دارند، به ترتیب تقویم‌های مصر علیا و مصر سفلی.
امروزه طول سلطنت تحوتموس سوم به لطف اطلاعاتی که در مقبره فرمانده نظامی‌اش آمنهمب-ماهو یافت شده‌است، شناخته شده‌است. این پاپیروس مرگ تحوتموس سوم را در سی‌امین روز سوم ماه پرت از پنجاه و چهارمین سال سلطنتش ثبت می‌کند، ". روز به سلطنت رسیدن تحوتموس سوم در روز چهارم شمو شناخته شده‌است و از مشاهدات نجومی می‌توان برای تعیین تاریخ دقیق آغاز و پایان سلطنت پادشاه (با فرض تقویم مصر سفلی) به ترتیب از ۲۸ آوریل ۱۴۷۹ تا ۱۱ مارس ۱۴۲۵ پیش از میلاد استفاده کرد.

## لشکرکشی‌های نظامی تحوتموس سوم

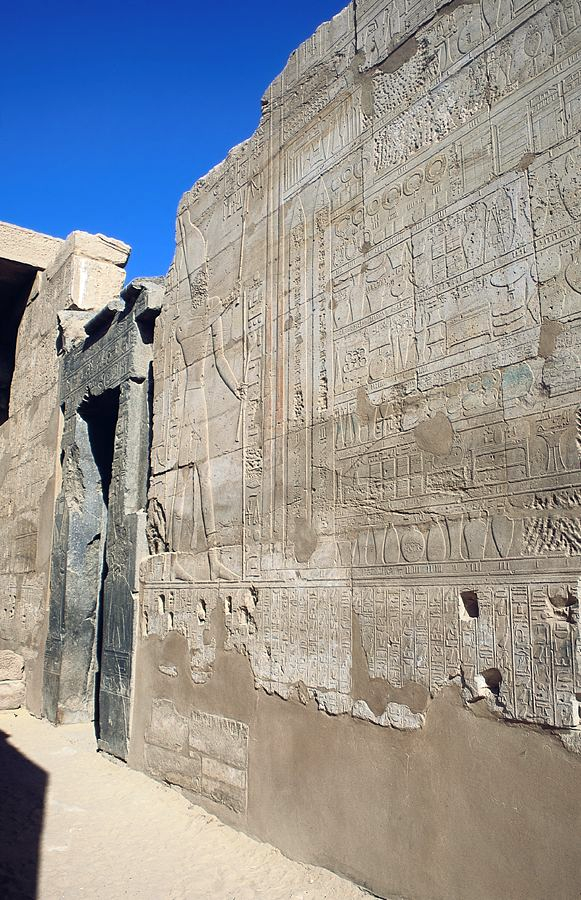
سالنامه‌های تحوتموس سوم در کارناک، او را در حالی که باج‌دهندگان پس از کارزارهای خارجی به او ایستاده‌اند، به تصویر می‌کشد.

تحوتموس سوم که از نظر مورخان به عنوان یک نابغه نظامی شناخته می‌شود، در مدت ۲۰ سال حداقل ۱۶ نبرد را انجام داد. او یک حاکم توسعه‌طلب فعال بود، گاهی اوقات بزرگترین فاتح مصر یا به قول مصرشناس مشهور جیمز بریستد: «ناپلئون مصر» نامیده شده‌است. در تاریخ ثبت شده‌است که وی در طول حکومت خود ۳۵۰ شهر را تصرف کرده و در طی هفده لشکرکشی شناخته شده بسیاری از خاور نزدیک از فرات تا نوبیا را فتح کرده‌است. وی پس از تحوتموس یکم اولین فرعونی بود که طی مبارزات خود علیه میتانی از فرات عبور کرد. سوابق مبارزات او بر روی دیوارهای معبد آمون در کارناک رونویسی شده و ترجمه شده‌است. وی به‌طور پیوسته به عنوان یکی از بزرگترین فراعنه جنگجوی مصر که با ایجاد امپراتوری، مصر را به یک ابرقدرت بین‌المللی تبدیل کرد که از مناطق آسیایی جنوب سوریه و کنعان در شرق، تا نوبیا در جنوب امتداد داشت.اینکه آیا امپراتوری مصر مناطق بیشتری را نیز تحت پوشش قرار داده‌است یا خیر کمتر قطعی است. مصرشناسان قدیمی، اخیراً اد. مایر، معتقد بود که تحوتموس جزایر دریای اژه را نیز تحت فشار قرار داده‌است. امروزه دیگر نمی‌توان آن را تأیید کرد. تسلیم میان‌رودان غیرقابل تصور است و اینکه آیا ادای احترام آلیشیا (قبرس) بیش از هدیه‌های گاه به گاه بود، هنوز جای سؤال دارد. در بیشتر مبارزات او، دشمنانش شهر به شهر شکست خوردند تا اینکه مورد تسلیم قرار گرفتند. تاکتیک ترجیحی این بود که هر بار یک شهر یا ایالت بسیار ضعیف‌تر تسلیم شود و در نتیجه تسلیم هر شهری باعث شود تا تسلط کامل حاصل شود.
دربارهٔ تحوتموس «جنگجو» اطلاعات زیادی در مورد دستاوردهای نظامی وی، بلکه به دلیل کاتب سلطنتی و فرمانده ارتش، تانونی، که در مورد فتوحات و سلطنت خود نوشت، شناخته شده‌است. تحوتموس سوم به دلیل انقلاب و بهبود سلاح‌های نظامی توانست چنین تعداد زیادی از سرزمین‌ها را فتح کند. هنگامی که هیکسوسها با سلاح‌های پیشرفته‌تری مانند ارابه‌های اسبی به مصر حمله کردند و آن را تصرف کردند، مردم مصر استفاده از این سلاح‌ها را فرا گرفتند. تحوتموس سوم با مقاومت کمی از پادشاهی‌های همسایه مواجه شد، این عدم مقاومت، این امکان را به او می‌دهد تا بتواند قلمروی خود را به راحتی گسترش دهد. ارتش وی همچنین قایق‌هایی را در زمین‌های خشک حمل می‌کرد. این کارزارها بر روی دیوار داخلی اتاق بزرگی که «مقدسین مقدس» در معبد کارناک آمون در آن قرار دارد، نقش بسته‌است. این کتیبه‌ها دقیق‌ترین و کامل‌ترین گزارش را دربارهٔ هر فرعون مصر ارائه می‌دهند.

### اولین لشکرکشی

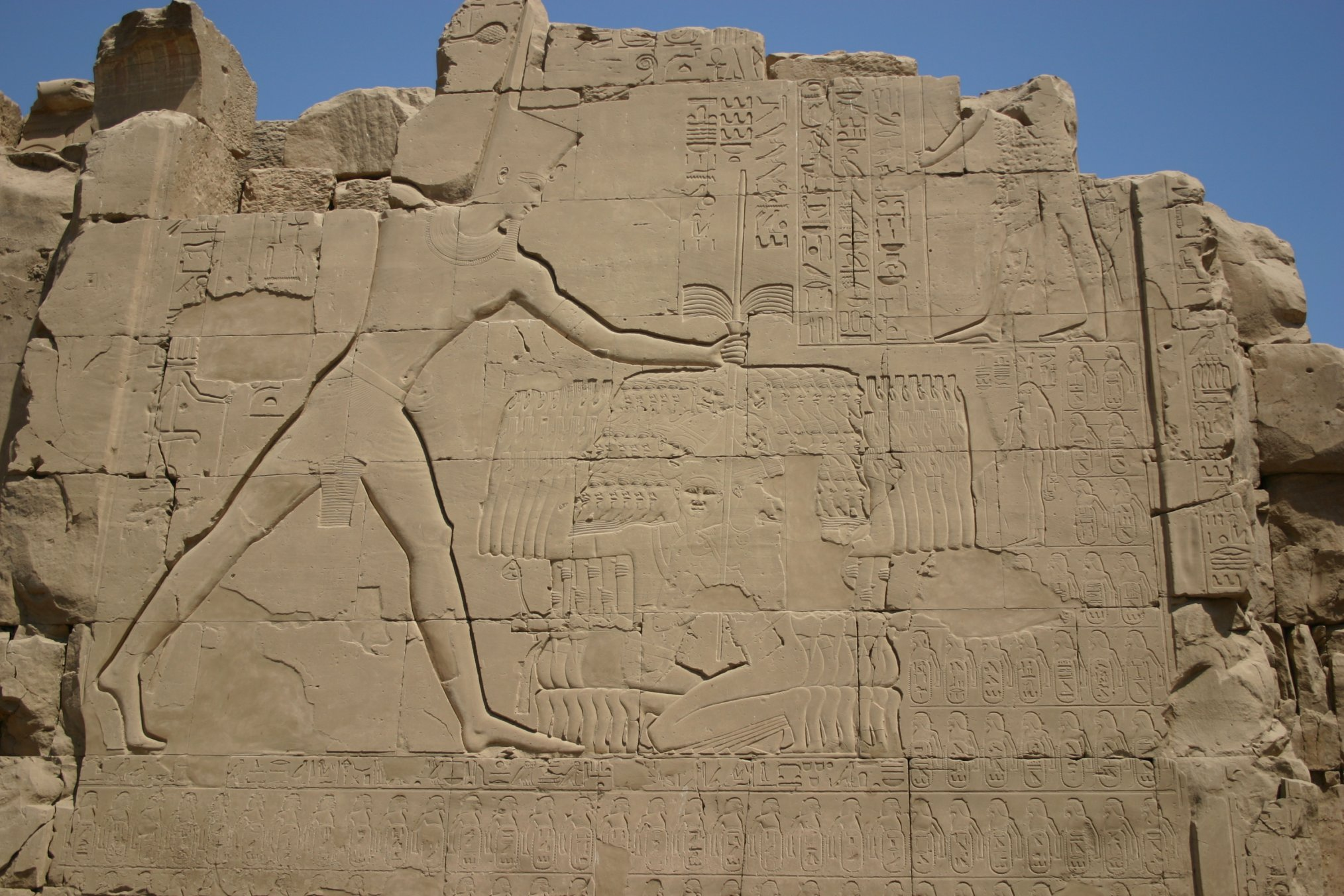
تحوتموس سوم دشمنان خود را سرکوب می‌کند. در کارناک.

هنگامی که حتشپسوت در دهمین روز از ششمین ماه از بیست و یکمین سال سلطنت تحوتموس سوم درگذشت، بر اساس اطلاعاتی از یک ستون از ارمنت، پادشاه کادش ارتش خود را به مگیدو پیش برد. تحوتموس سوم ارتش خود را جمع‌آوری و مصر را ترک کرد و در بیست و پنجمین روز از ماه هشتم از قلعه مرزی Tjaru (سیله) عبور کرد. تحوتموس نیروهای خود را از طریق دشت ساحلی تا یامنیا، سپس در داخل کشور به یهم، شهر کوچکی در نزدیکی مگیدو رد کرد و در اواسط ماه نهم همان سال به آنجا رسید. نبرد مگیدو احتمالاً بزرگترین نبرد در میان هفده نبرد تحوتموس سوم بود. یک رشته کوه‌هایی از کوه کرمل بین تحوتموس و مگیدو ایستاده بودند و بنابراین سه مسیر بالقوه داشت.مسیر شمالی و مسیر جنوبی، که هر دو به دور کوه می‌رفتند، توسط شورای جنگ او ایمن‌ترین تعیین شد، اما تحوتموس، با یک شجاعت بزرگ (یا به همین ترتیب که او به خودش می‌بالد، اما چنین ستایش از خود در متون مصری طبیعی است)، شورا را به بزدلی متهم کرد و راهی خطرناک را از گردنه کوه آرونا طی کرد، که به گفته وی فقط به اندازه کافی وسعت داشت که ارتش بتواند "اسب پس از اسب و انسان پس از انسان" را پشت سر بگذارد.
علیرغم ماهیت ستایش آمیز سالنامه‌های تحوتموس، چنین تصویری واقعاً وجود دارد، اگرچه به اندازه آن باریکی که تحوتموس گفته نیست، و از آنجا که ارتش وی از گردنه خارج شد، این یک حرکت استراتژیک درخشان بود، زیرا آنها در دشت اسدرائیلون، مستقیماً بین عقب نیروهای کنعانی و خود مگیدو واقع شدند. بنا به دلایلی، نیروهای کنعانی با ظهور ارتش به او حمله نکردند و ارتش وی آنها را قاطعانه نابود کرد.اندازه دو نیرو به سختی قابل تعیین است، اما اگر همان‌طور که ردفورد پیشنهاد می‌کند، برای تعیین اندازه نیروی مصر می‌توان از مدت زمانی که برای انتقال ارتش از طریق گذرگاه استفاده شده‌است استفاده کرد، و اگر تعداد گوسفند و از بزهای دستگیر شده می‌توان برای تعیین اندازه نیروی کنعانی استفاده کرد، سپس هر دو ارتش حدود ده هزار نفر بودند.بیشتر محققان معتقدند که ارتش مصر از تعداد بیشتری برخوردار بوده‌است. به گفته سالنامه تحوتموس سوم در معبد آمون در کارناک، جنگ در "سال بیست و سه، از شمو [روز] ۲۱، روز دقیق جشن ماه نو "، یک تاریخ قمری اتفاق افتاد. این تاریخ مربوط به ۹ مه ۱۴۵۷ پیش از میلاد بر اساس به سلطنت رسیدن تحوتموس سوم در ۱۴۷۹ پیش از میلاد است. پس از پیروزی در جنگ، سپاهیان وی برای غارت دشمن متوقف شدند و دشمن توانست به داخل مگیدو فرار کند.تحوتموس مجبور به محاصره شهر شد، اما سرانجام پس از هفت یا هشت ماه محاصره موفق به فتح آن شد.
این کارزار وضعیت سیاسی در خاور نزدیک باستان را به شدت تغییر داد. تحوتموس با در اختیار گرفتن مگیدو ، کنترل تمام کنعان شمالی را بدست گرفت و شاهزادگان سوریه موظف شدند خراج و فرزندان خود را به عنوان گروگان به مصر بفرستند. فراتر از فرات، آشور، بابلی و هیتی نیز هدایایی می‌دادند که وقتی آنها را بر روی دیوارهای کارناک ثبت کرد، ادعا می‌کرد که «خراج» است. تنها غایب محسوس میتانی است که بیشترین بار مصائب زیر را در آسیای غربی متحمل می‌شود.

### درگیری‌های کنعان و سوریه

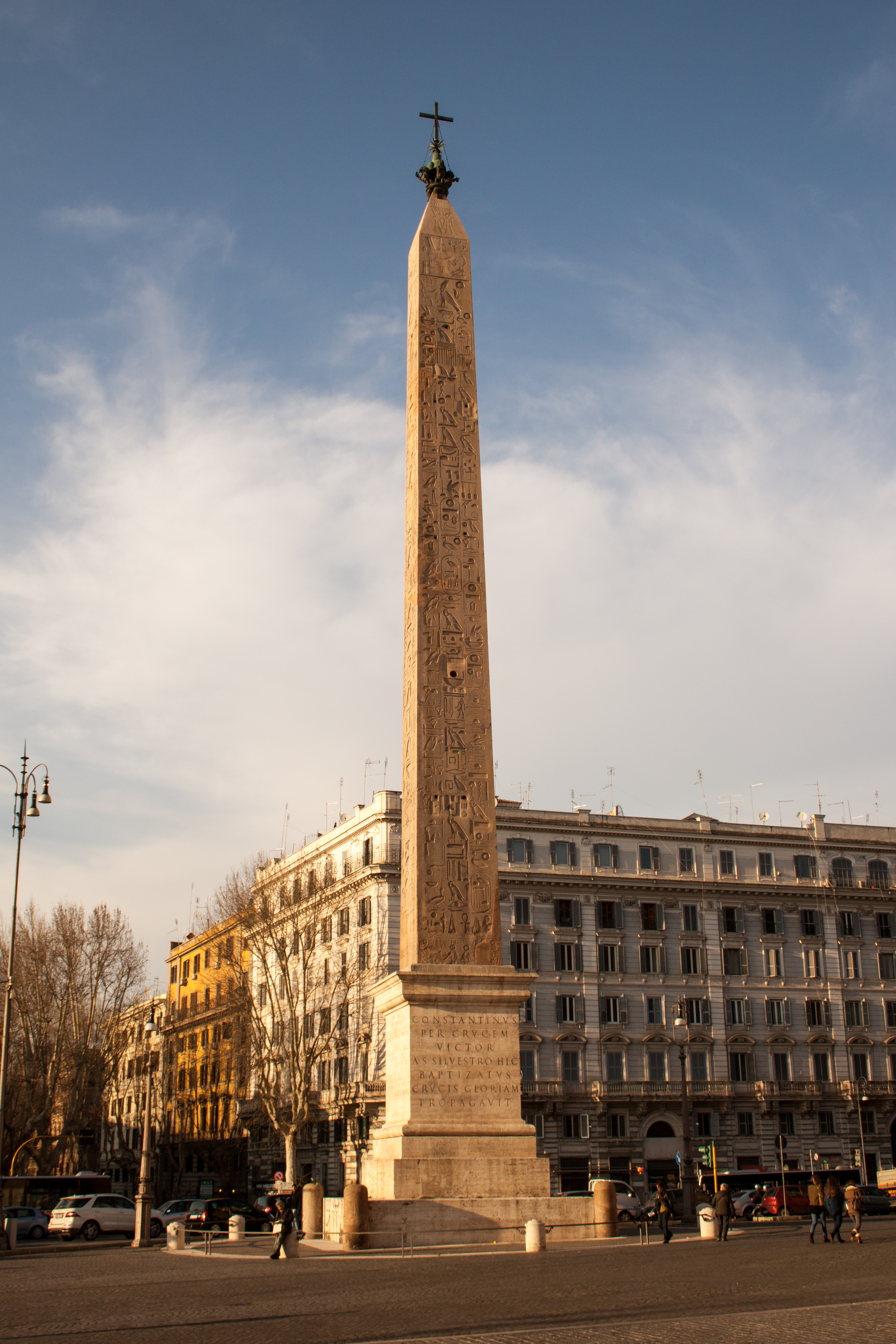
"اوبلیسک" تحوتموس سوم، امروز در رم به عنوان اوبلیسک Lateran ایستاده‌است. حرکت از مصر به رم توسط کنستانتین بزرگ (امپراتور روم، ۳۲۴–۳۳۷) در سال ۳۲۶ آغاز شد، هرچند که او قبل از اینکه از اسکندریه خارج شود، درگذشت. پسرش، امپراتور کنستانتیوس دوم انتقال را در سال ۳۵۷ به اتمام رساند. روایتی از محموله توسط مورخ معاصر آمیانوس مارسلینوس نوشته شده‌است.

به نظر می‌رسد که لشکرکشی‌های دوم، سوم و چهارم تحوتموس هیچ چیزی جز جمع‌آوری باج شهرهای سوریه و کنعان به ارمغان بیاورد.به‌طور سنتی، مواد به‌طور مستقیم پس از متن اول مبارزات و لشکرکشی به عنوان دومین مبارزه در نظر گرفته شده‌است.این متن خراج منطقه‌ای را که مصریان آن را رتجنو می‌نامیدند (تقریباً معادل کنعان) ثبت می‌کند و همچنین در این زمان بود که آشور دومین «خراج» را به تحوتموس سوم این احتمال وجود دارد که این متون مربوط به سال چهلم تحوتموس یا بعد از آن باشد و بنابراین اصلاً ربطی به کارزار دوم ندارند. اگر چنین است، هیچ سابقه‌ای از این لشکرکشی پیدا نشده‌است. مبارزات سوم تحوتموس به اندازه کافی قابل توجه نبود که بتواند در سالنامه دیگری در کارناک ظاهر شود. از حیوانات و گیاهانی که وی در کنعان پیدا کرده‌است، یک نقاشی انجام شده‌است که روی دیوارهای اتاق مخصوص کارناک نشان داده شده‌است. این نظرسنجی مربوط به بیست و پنجمین سال سلطنت تحوتموس است. هیچ سابقه‌ای از مبارزات چهارم تحوتموس باقی نمانده‌است،

### فتوحات در سوریه
لشکرکشی‌های پنجم، ششم و هفتم تحوتموس سوم علیه فنیقیها، شهرهای سوریه و علیه کادش در کناره رود عاصی بود. در بیست و نهمین سال سلطنت تحوتموس، او پنجمین لشکرکشی خود را آغاز کرد، جایی که ابتدا شهری ناشناخته را به دست گرفت (این نام در لاکونا) قرار دارد که توسط تونیپ پادگان شده بود. او سپس به داخل کشور حرکت کرد و شهر و قلمرو اطراف ارداتا را تصرف کرد. شهر غارت شد و مزارع گندم سوخت. برخلاف یورش‌های قبلی، تحوتموس سوم در منطقه‌ای که به نام ججاحی معروف است، پادگانی که احتمالاً پایگاهی بود برای حفاظت از جنوب سوریه، تأسیس کرد. این امر به وی اجازه می‌داد تا تجهیزات و نیروها را بین سوریه و مصر حمل کند. اگرچه هیچ مدرک مستقیمی در این باره وجود ندارد، اما به همین دلیل است که برخی تصور کرده‌اند که ششمین لشکرکشی تحوتموس، در سی سالگی‌اش، با انتقال نیروها به‌طور مستقیم به بیبلوس و با دور زدن کامل کنعان آغاز شده‌است. پس از ورود نیروها به هر طریقی به سوریه، آنها به دره رود اردن راه یافتند و به سمت شمال حرکت کردند و زمین‌های کادش را غارت کردند.با چرخش دوباره به غرب، تحوتموس سیمیرا را گرفت و در آرداتا شورشی را که ظاهراً دوباره شورش کرده بود سرکوب کرد. برای جلوگیری از این شورش‌ها، تحوتموس شروع به گروگان‌گیری از شهرهای سوریه کرد. شهرهای سوریه به همان اندازه که توسط تعداد اندکی از اشراف که با میتانی همسو بودند، بر اساس احساسات مردم هدایت نمی‌شدند: یک پادشاه و تعداد کمی نظامی خارجی. تحوتموس سوم دریافت که با بردن اعضای خانواده این افراد مهم به مصر به عنوان گروگان، می‌تواند وفاداری آنها را نسبت به خود به شدت افزایش دهد.سوریه در سی و یک سالگی تحوتموس دوباره شورش کرد و او برای هفتمین لشکرکشی خود به سوریه بازگشت، شهر بندری اولازا و فینیقیه کوچک را گرفت و اقدامات بیشتری را برای جلوگیری از شورش‌های بعدی انجام داد. تمام غلات اضافی تولید شده در سوریه در بندرهایی که اخیراً تسخیر کرده بود ذخیره می‌شد و برای حمایت از حضور نظامیان و غیرنظامیان مصری حاکم بر سوریه استفاده می‌شد. این اقدام شهرهای سوریه را به شدت فقیر می‌کرد. با اقتصاد ویران خود، آنان هیچ وسیله‌ای برای تأمین مالی شورش نداشتند.

### حمله به میتانی
تحوتموس سوم بعد از تسخیر شهرهای سوریه به فکر حمله به میتانی افتاد، با این حال، برای رسیدن به میتانی، او مجبور شد از رودخانه فرات عبور کند. او به‌طور مستقیم به بیبلوس رفتو قایق‌های ساخته شده به او کمک کرد. او از طریق شمال به سمت شهرهای حلب و کارکمیش ادامه داد و به سرعت آنان را تصرف کرد. به نظر می‌رسد که میتانی از حمله ارتش مصر غافلگیر شده، بنابراین هیچ ارتشی برای دفاع از تهاجمات تحوتموس نداشت. تحوتموس سوم پس از تصرف شهر آنجا را غارت کرد. سپس تحوتموس سوم از طریق نیل به مصر بازگشت و در آنجا ثبت کرد که به شکار فیل پرداخته‌است.او از قدرت‌های خارجی خراج و باج جمع کرد و با پیروزی به مصر بازگشت.

### لشکرکشی به سوریه

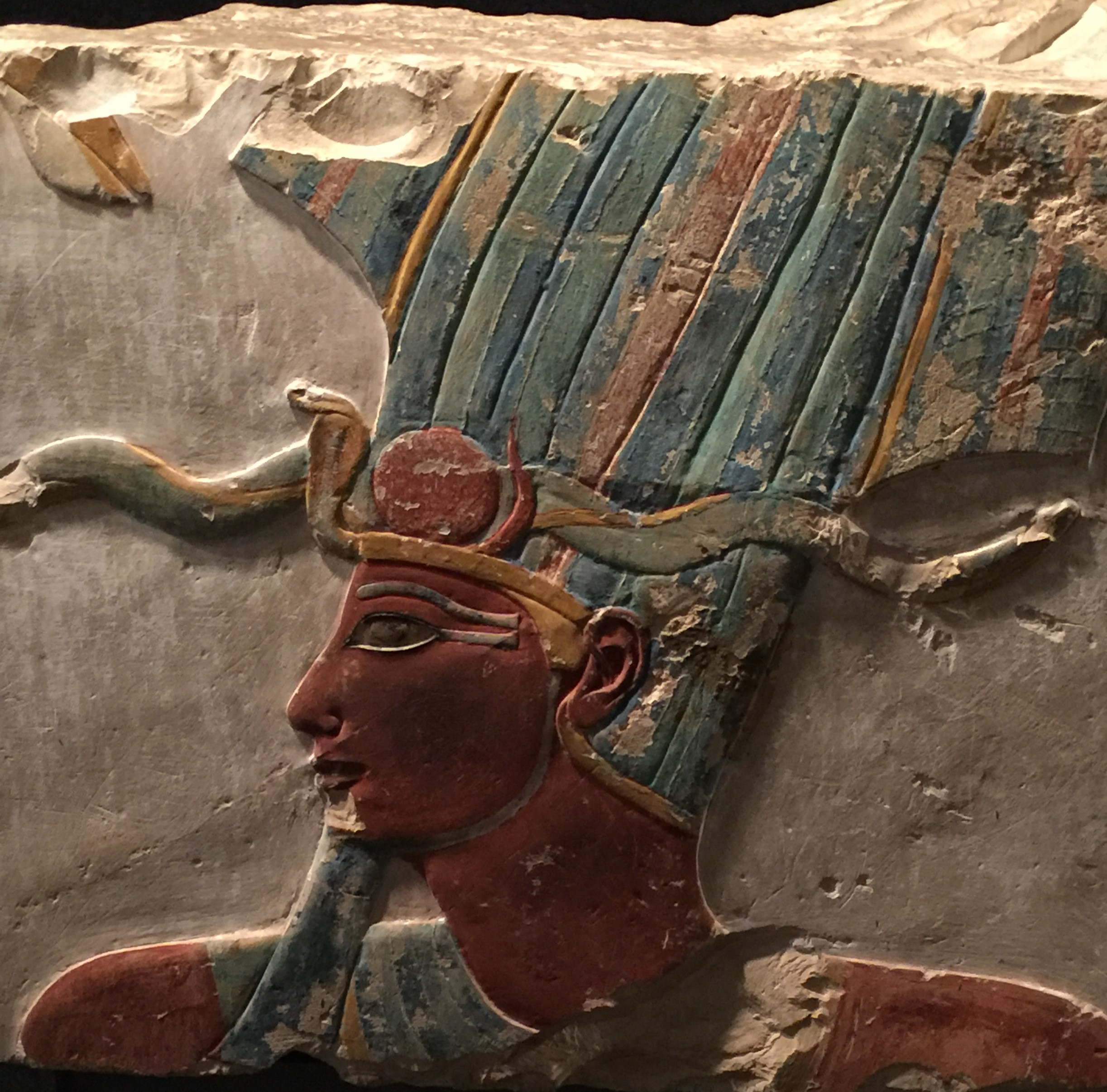
نقش برجسته نقاشی تحوتموس سوم، موزه اقصر

تحوتموس سوم در ۳۴ سالگی، برای نهمین مبارزات خود به سوریه بازگشت، اما به نظر می‌رسد این فقط حمله به منطقه‌ای به نام nukhashshe، منطقه‌ای که جمعیت آن نیمه کوچ‌نشین است. غارت ثبت شده بسیار کم است، بنابراین احتمالاً فقط یک حمله جزئی بوده‌است.سوابق دهمین مبارزات او حاکی از درگیری بسیار شدید است. در سی و پنجمین سال سلطنت تحوتموس، پادشاه میتانی ارتش بزرگی تشکیل داده و مصریان را در اطراف حلب درگیر کرده بود. طبق معمول هر پادشاه مصری، تحوتموس به یک پیروزی تمام عیار می‌بالید، اما این بیانیه به دلیل مقدار بسیار کمی غارت شده مشکوک است.سالنامه تحوتموس در کارناک نشان می‌دهد که او در مجموع تنها ۱۰ اسیر جنگی گرفت. او ممکن است با میتانی‌ها تا بن‌بست جنگیده باشد، در عین حال با دریافت خراج و باج از هیتی بعد از این مبارزه، به نظر می‌رسد نتیجه این نبرد به نفع تحوتموس بود.
جزئیات دو لشکرکشی بعدی او مشخص نیست. فرض بر این است که یازدهمین لشکرکشی او در ۳۶ سالگی‌اش اتفاق افتاده‌است و تصور می‌شود دوازدهمین سال او در ۳۷ سالگی و سیزدهم لشکرکشی وی در سال ۳۸ سالگی‌اش در کارناک رخ داده‌است. بخشی از فهرست دریافت خراج برای دوازدهمین لشکرکشی او دقیقاً قبل از شروع سیزدهمین لشکرکشی او باقی مانده‌است و محتویات ضبط شده، به ویژه بازی وحشی و مواد معدنی خاص با شناسایی نامشخص، ممکن است نشان دهد که این کار در استپ اطراف نوخشه رخ داده‌است، اما این فقط یک حدس و گمان است.
تحوتموس در سیزدهمین مبارزات خود برای یک کارزار بسیار جزئی به نوخاششه بازگشت. چهاردهمین مبارزات او که در طول سی و نهمین سال فعالیتش انجام شد، علیه شاسو بود. تعیین مکان این لشکرکشی غیرممکن است زیرا شاسوها عشایری بودند که می‌توانستند در هر جایی از لبنان تا اردن و ادوم زندگی کنند. پس از این کارزار، اعدادی که کاتبان تحوتموس به مبارزات او داده بودند، همگی در ابهام قرار می‌گیرند. , بنابراین آنها فقط می‌توانند در تاریخ حساب شوند. در سال چهلم خود، خراج و باج از قدرت‌های خارجی جمع‌آوری شد، اما معلوم نیست که اگر این یک لشکرکشی در نظر گرفته شود (به عنوان مثال اگر شاه با آن رفت یا اگر آن را توسط یک مقام رهبری می‌شد).فقط لیست دریافت خراج از لشکرکشی بعدی تحوتموس باقی مانده‌است، , و هیچ چیز ممکن است در مورد آن به جز آن که احتمالاً حمله دیگری به مرزهای اطراف Niy نتیجه گرفت. آخرین مبارزات آسیایی او بهتر مستند شده‌است. مدتی قبل از ۴۲ سالگی تحوتموس، ظاهراً میتانی شروع به گسترش شورش در میان تمام شهرهای بزرگ سوریه کرد. تحوتموس نیروهای نظامی خود را از طریق زمین تا جاده ساحلی و به پایین شورش در آرکا ساده ("Arkantu" در وقایع تحوتموس) و در Tunip نقل مکان کرد. پس از گرفتن Tunip، توجه خود را به کادش معطوف کرد. او در آنجا درگیر شد و سه پادگان میتانیان را نابود و در پیروزی به مصر بازگشت. پیروزی او در این لشکرکشی نهایی نه کامل بود و نه دائمی، زیرا او کادش را نگرفت. و تونیپ نمی‌توانست برای مدت طولانی با او همسو بماند، البته نه بیش از مرگ خودش. با این حال، این پیروزی باید تأثیر زیادی داشته باشد، زیرا لیست‌های دریافت خراج بعدی شامل آدانا، یک شهر کیلیکیایی است.

### نبرد نوبیا
آخرین مبارزات تحوتموس در پنجاهمین سال سلطنت وی بود. او به نوبیا حمله کرد، اما فقط تا چهارمین آبشار رود نیل پیش رفت. اگرچه تاکنون هیچ پادشاهی از مصر با ارتش نفوذ نکرده بود، اما مبارزات قبلی پادشاهان فرهنگ مصر را تا آن زمان گسترش داده بود و اولین سند مصری که در کوه بارکال یافت شد مربوط به سه سال «قبل» از مبارزات تحوتموس سوم است.